# 印度总理
印度总理為印度政府首腦及最高實權者，程序上由印度总统任免。由于印度总统仅作为元首而出席各种重大的国事活动，总理实际上承担政府的各项职责。印度政府承袭英国议会制，总理也是印度议会下院人民院多数党领袖。
1947年印巴分治後，始設總理一職，由印度總督代印度君主任命。1950年印度廢除君主制，任命總理者便由總統取代之。而印度自1947年独立至今，先后共有14人担任总理。印度的首任总理为贾瓦哈拉尔·尼赫鲁，其任职时间最长，从1947年－1964年共17年，任过四届；其次为英迪拉·甘地，在位时间长达16年，任过3届；古尔扎里·拉尔·南达二次任过渡时期看守政府总理。
印度最大政党之一的印度国大党，目前共计7人担任过总理或代总理；另一大党，印度人民党則有2人任总理。
印度独立以后的三十年，总理一职一直由印度国大党人担任，1977年莫拉尔吉·德赛成为第一位非国大党人印度总理；阿塔尔·比哈里·瓦杰帕伊为印度人民党有史以来首任总理。
2004年5月印度议会选举，国大党領導的聯盟胜出后，国大党领导人索尼亚·甘地被该党推举为新任印度总理，但由於索尼亚·甘地於出于5月18日拒绝出任，原财政部长、国大党元老曼莫汉·辛格于2004年5月22日出任总理。
2014年印度大选，印度人民党最终胜出，其推出的候选人納倫德拉·莫迪于2014年5月26日出任新总理。

## 官方网站
- 总理府